# Expertise
L'expertise est un examen, un avis, une estimation ou une évaluation de quelque chose. Elle est réalisée par un expert détenant un ensemble de savoirs spécialisés (scientifique,  technique, etc.).

## Définition
L'expertise est l'« examen de quelque chose en vue de son estimation, de son évaluation, etc. ». Elle est produite normalement par un expert ou par plusieurs experts (collège d'experts). 
Par ailleurs, bien qu'un expert possède une expérience dans le domaine concerné, il ne faut pas confondre expertise et expérience.
Une expertise peut être donnée sous la forme d'une consultation ou d'un « avis d'expert ».
En droit, l'expertise est un dispositif d’aide à la décision, par la recherche des faits techniques ou scientifiques, dans des affaires où le décideur se confronte à des questions hors de sa portée directe. L'expertise requiert la conjonction de trois éléments : une mission « diligentée », la réalisation de celle-ci et un rapport.

## Classifications de l'expertise
Indépendamment des nombreux domaines de compétence concernés, on peut répertorier l'expertise selon ses différents donneurs d'ordre - juridiction, assurance, entreprises, conseils et avocats, gouvernement, ONG, etc. :
- expertise juridictionnelle, judiciaire ;
- expertise assurantielle ;
- expertise professionnelle ;
- expertise publique ;
- expertise privée ;
- expertise profane ;
- expertise en conformité ;
- expertise médicale, psychologique.. ;
- expertise en propriété intellectuelle et industrielle ou bien commun...

Transversalement, les motivations décisionnelles de l'expertise peuvent la classifier en :
- expertise sur le risque et la gestion du risque ;
- expertise d'évaluation ;
- expertise de dommage (réparation) ;
- expertise avant dire droit.

## L'expertise judiciaire

### En France
En droit, l'expertise est une mesure d'investigation technique ou scientifique qu'un juge confie à un expert choisi parmi une liste :
- en droit pénal, cette mesure est prise par le juge d'instruction dans le cadre d'une instruction ;
- en droit privé et en droit administratif, le juge peut également recourir à l'expertise lorsque les parties le demandent ou de sa propre initiative.

L'expertise est une prérogative exclusive du juge et lorsque les parties la demandent, le juge n'est pas obligé de l'ordonner. L'expert effectue alors sa mission sous le contrôle du Juge d'instruction en matière pénale, et sous l'autorité d'un juge chargé du contrôle des expertises en matière civile.
L'expert judiciaire exerce sa mission en toute indépendance et remet un rapport dans lequel il répond strictement aux questions qui lui ont été posées par le juge. Il apporte ainsi, au juge un avis technique sur lequel celui-ci pourra s'appuyer pour fonder son jugement. Les conclusions de l'expert ne lient pas le juge mais sont néanmoins en pratique déterminantes.

### Hors de France
Les règles régissant la désignation des experts et le fonctionnement de l'expertise judiciaire sont propres à chaque pays. Une réflexion est menée au sein de l'Union européenne par l'Institut européen de l'expertise et de l'expert pour l'harmonisation de ces règles.

## Expertise publique
Elle a pour finalité l'aide à la décision publique. Elle concerne le plus souvent des domaines d'intérêt général (santé publique, environnement, défense, etc.), avec en France, par exemple, l'Institut de radioprotection et de sûreté nucléaire (IRSN) et l'Agence nationale de sécurité sanitaire de l'alimentation, de l'environnement et du travail (ANSES) qui représentent bien ce type d'expertise.

## Expertise privée
Elle a pour finalité l'aide à la décision, le plus souvent dans le domaine de l'entreprise. Elle permet aux différents managers de ressources et directeurs de projet de prendre leurs décisions en meilleure connaissance de cause, en ayant un éclairage approfondi sur certains enjeux et conséquences (financières, humaines, etc.) de leurs décisions.
L'expertise privée ou amiable peut s'effectuer à titre préventif avant toute instance en vue soit d'un rapprochement avec la partie adverse ou pour être produite en justice. Ce type d'expertise produite lors de la procédure et discutée de manière contradictoire par les parties et les magistrats est considérée comme opposable.

## Norme NF X 50-110
Mondialement unique, la norme NF X 50-110 réunit les règles applicables à la pratique de l'expertise, dites « prescriptions générales de compétence et d'aptitudes requises pour élaborer une expertise ». L'Association française de normalisation (Afnor) l'a élaborée en 2002 et diffusée en mai 2003. Elle représente une avancée considérable vers la convergence des pratiques expertales (amiable, privée, judiciaire, etc.). La norme reste toutefois une recommandation et n'a pas force de loi.
Compatible avec les recommandations relatives au management par la qualité (ISO 9000), elle établit les principes d'une expertise de qualité, à savoir :
- évaluer la question posée ;
- sélectionner un ou plusieurs experts ayant les compétences adéquates ;
- choisir ou élaborer une méthode d’expertise appropriée à la question posée ;
- réaliser des actions (études, interviews...) spécifiques à l’expertise demandée ;
- analyser de façon critique les données fournies et les actions menées ;
- fournir au client le produit de l’expertise ;
- gérer les aléas, les incidents et les évolutions.

### Sources et bibliographie
- C. Bessy et F. Chateauraynaud, Experts et faussaires. Pour une sociologie de la perception, Paris, Métailié, 1995.
- J. Estades, E. Rémy, « Spécialistes et profanes : duel ou duo pour évaluer les risques ? », Journées CDE, Grenoble, 17-18 mars 2005, Institut de géographie alpine.
- [PDF] B Peckels et J. Hureau, Essai de définition de l'expertise et des experts, Experts, no 78, mars 2008, p. 79.
- [PDF] R. Encinas de Munagorri, Pour une théorie juridique de l'expertise, Experts, no 77, décembre 2007, p. 7.
- « Expertise et experts, essai de définition et de classification », Experts.
- Alain Quemin, Les commissaires-priseurs. La mutation d'une profession, Anthropos/Economica, 1997.
- J.-Y. Trepos, La sociologie de l'expertise, Paris, PUF, coll. « Que sais-je ? », 1996.
- G. Tufféry, Vers une « certification NF X 50-110 » des processus d'expertise ?, Experts, no 84, juin 2009.
- B. Peckels, Aperçu de l'expertise publique, Experts, no 78, mars 2008.